# Кејти Касиди
Кетрин Евелин Анита Касиди (енгл. Katherine Evelyn Anita Cassidy; Лос Анђелес, 25. новембар 1986) америчка је глумица. Након неколико мањих телевизијских улога, стекла је пажњу као краљица вриска улогама у хорор филму Кад странац позове (2006) и Црни Божић (2006), као и улогом Руби у трећој сезони хорор серије Ловци на натприродно (2007—2008). Након споредне улоге у акционом филму 96 сати (2008), Касидијева је глумила главне улоге у хорор серији Харперово острво (2009) и драмској серији Мелроуз Плејс (2009—2010). Глумила је Крис Фаулс у филму Страва у Улици брестова (2010) и Џулијет Шарп у четвртој сезони тинејџерске драме Трачара (2010—2012).
Свој пробој остварује 2012. године, након што је добила улогу Лорел Ланс / Црне Канаринке у серији Стрела. Касидијева је поновила своју улогу у серијама Флеш и Легенде сутрашњице, као и анимираној веб-серији Виксен, које су део Универзума Стреле. Након смрти њеног лика у четвртој сезони Стреле, Касидијева је глумила Црну Сирену, антагонистичка верзија лика из паралелног универзума.

## Детињство и младост
Касидијева је рођена 25. новембра 1996. године у Лос Анђелесу. Ћерка је глумца Дејвида Касидија и манекенке Шери Вилијамс. Њени баба и деда по оцу били су глумци Џек Касиди и Евелин Ворд, а она је нећака тинејџерског идола и телевизијског продуцента Шона Касидија и глумаца Патрика Касидија и Рајана Касидија. Има млађег полубрата, Буа.
Након што су њени родитељи прекинули везу, одгајали су је мајка и очух Ричард Бенедон. Дејвид Касиди је говорио о свом одсуству из Кејтиног живота, рекавши у фебруару 2017: „Никада нисам био повезан с њом. Нисам јој био отац. Био сам њен биолошки отац, али је нисам одгајао. Она има потпуно другачији живот. Поносан сам на њу. Веома је талентована. Тешко ми је и да прихватим колико сада има година.” У младости, Касидијева је била у такмичарском тиму чирлидерсица Калифорнија флајерса.

## Приватни живот
Касидијева је гласноговорница хуманитарне организације H.E.L.P. Malawi.
Године 2016. Касидијева је почела да излази са Метјуом Роџерсом. Пар је објавио веридбу 5. јуна 2017. Кесидијева и Роџерс венчали су се 8. децембра 2018. Она је поднела захтев за развод 8. јануара 2020. у Лос Анђелесу. Развод је окончан 22. марта 2021. године, а објављен 26. марта.

## Филмографија

### Филм
| Година | Српски назив            | Изворни назив | Улога                      | Напомене                     |
| ------ | ----------------------- | ------------- | -------------------------- | ---------------------------- |
| 2006.  | Кад странац позове      |               | Тифани Медисон             |                              |
| 2006.  |                         | Ди Ди         |                            |                              |
| 2006.  | Клик                    |               | Саманта Њуман са 27 година |                              |
| 2006.  | Црни Божић              |               | Кели Присли                |                              |
| 2007.  |                         |               | Епл                        |                              |
| 2007.  | Уживо                   |               | Џуел                       |                              |
| 2007.  |                         | Џеси          |                            |                              |
| 2008.  | 96 сати                 |               | Аманда                     |                              |
| 2010.  | Страва у Улици брестова |               | Крис Фаулс                 |                              |
| 2011.  | Монте Карло             |               | Ема Перкинс                |                              |
| 2013.  | Убиј за мене            |               | Аманда Роув                |                              |
| 2014.  | Жврљотина               |               | Суки                       |                              |
| 2016.  | Вукови на вратима       |               | Шерон                      |                              |
| 2018.  |                         |               | Дон Волш                   |                              |
| 2018.  |                         | Џеки          |                            |                              |
| 2021.  |                         |               | Лора Фентон                | такође извршна продуценткиња |
| 2022.  |                         |               | Милерова                   | [ 12 ]                       |

### Телевизија
| Година     | Српски назив         | Изворни назив | Улога                                      | Напомене                                                                        |
| ---------- | -------------------- | ------------- | ------------------------------------------ | ------------------------------------------------------------------------------- |
| 2003.      |                      |               | млада Кендис Делорензо                     | епизода: „Мајко, јеси ли то ти?”                                                |
| 2005.      |                      |               | Ребека                                     | епизода: „Досадни комшија”                                                      |
| 2005.      | Седмо небо           |               | Зои                                        | 4 епизоде                                                                       |
| 2005.      | Секс, љубав и тајне  |               | Габријела                                  | 2 епизоде                                                                       |
| 2007—2008. | Ловци на натприродно |               | Руби                                       | главна улога (3. сезона)                                                        |
| 2009.      | Харперово острво     |               | Патриша „Триш” Велингтон                   | главна улога                                                                    |
| 2009—2010. | Мелроуз Плејс        |               | Ела Симс                                   | главна улога                                                                    |
| 2010—2012. | Трачара              |               | Џулијет Шарп                               | споредна улога (4. сезона); гостујућа улога (6. сезона)                         |
| 2011.      | Нова девојка         |               | Брук                                       | епизода: „Венчање”                                                              |
| 2012—2020. | Стрела               |               | Лорел Прајс / Црна Канаринка / Црна Сирена | главна улога (1—4. сезона; 6—8. сезона); специјална гостујућа улога (5. сезона) |
| 2015—2018. | Флеш                 |               | Лорел Прајс / Црна Канаринка / Црна Сирена | 3 епизоде                                                                       |
| 2015.      |                      |               | Лорел Ланс / Црна Канаринка                | кратак филм                                                                     |
| 2016.      |                      |               | себе                                       | епизода: „Кејти Касиди”                                                         |
| 2016—2017. | Легенде сутрашњице   |               | Лорел Ланс                                 | 2. епизоде                                                                      |

### Музички спотови
| Година | Извођач       | Назив | Напомене |
| ------ | ------------- | ----- | -------- |
| 2004.  | Еминем        | „”    |          |
| 2005.  | Џеси Макартни | „”    |          |

### Други медији
| Година | Српски назив | Изворни назив | Улога                       | Напомене                              |
| ------ | ------------ | ------------- | --------------------------- | ------------------------------------- |
| 2016.  | Виксен       |               | Лорел Ланс / Црна Канаринка | веб-серија; гласовна улога; 3 епизоде |
| 2017.  |              |               | Беки Марни                  | видео-игра; гласовна улога            |

### Као редитељка
- Стрела — епизода: „Скок вере” (2019)